# MFK Frýdek-Místek
Der MFK Frýdek-Místek ist ein tschechischer Fußballverein aus der mährisch-schlesischen Stadt Frýdek-Místek. Er wurde 1921 als Karlovohutní fotbalový klub gegründet. Als TJ VP Frýdek-Místek spielte der Verein 1976/77 in der höchsten tschechoslowakischen Spielklasse.

## Vereinsgeschichte
In der 1921 noch eigenständigen Stadt Frýdek gründeten Arbeiter der Eisenhütte Karlova huť einen Werksverein mit der Bezeichnung Karlovohutní fotbalový klub, die 1929 in SK Karlova Huť geändert wurde.
Lange Zeit spielte die Mannschaft in unteren Ligen. In der Saison 1968/69 gelang der inzwischen als TJ Válcovny plechu Frýdek-Místek antretenden Elf der Aufstieg in die fünfte Liga. Nach drei Jahren folgte der nächste Aufstieg in die Divize, die vierthöchste Spielklasse. Der Mannschaft gelang in der Spielzeit 1972/73 der Durchmarsch in die dritte Liga, wo man auf Anhieb Fünfter wurde.
Schon in der nächsten Saison konnte der Aufstieg in die zweite Liga gefeiert werden, auch wenn man den Tabellenzweiten TJ ŽD Bohumín nur aufgrund des besseren Torverhältnisses hinter sich gelassen hatte. War schon der Aufstieg in die zweithöchste tschechoslowakische Spielklasse allgemein als überraschend empfunden worden, so glich der Durchmarsch in die 1. Liga einer Sensation. Válcovny, wie das Team genannt wurde, hatte sogar Sparta Prag in dessen einziger Zweitligasaison um einen Punkt hinter sich gelassen.
In der 1. Liga konnte sich die Mannschaft um den slowakischen Trainer Ján Zachar allerdings nur eine Saison halten. Acht Siege und sieben Unentschieden reichten letztlich nicht, auch wenn viele Spiele nur knapp verloren wurden. Am Ende fehlten Frýdek-Místek als Vorletzter drei Punkte auf den rettenden vierzehnten Platz. Dass die enorme Leistungssteigerung der letzten Jahre eine solide Basis besaß, bewies die Mannschaft schon in der nächsten Saison. In der dreigeteilten zweiten Liga gewann VP Frýdek-Místek seine Gruppe, scheiterte aber in der Relegation am anderen tschechischen Vertreter Spartak BS Vlašim. Das gleiche Szenario wiederholte sich in der Spielzeit 1978/79. Wieder gewann das Team souverän seine Gruppe, in der Relegation unterlag man aber RH Cheb mit 0:3 und 1:0.
Zweimal in Folge derart knapp zu scheitern führte zu einigen Veränderung im Verein sowie der Mannschaft, die nie wieder an diese erfolgreiche Zeit anknüpfen konnte. Was folgte, waren Mittelfeldplatzierungen in der zweiten Liga, aber es sollten noch schlechtere Zeiten folgen. In der Saison 1989/90 wurde der Verein aufgrund eines Korruptionsskandals zunächst zum Zwangsabstieg verurteilt, was später aber in einen Abzug von sechs Punkten umgewandelt wurde. Die spät zusammengestellte Mannschaft war völlig chancenlos und gewann nur eines von 30 Spielen, was in einen kuriosen Punktestand von minus einem Zähler mündete.
Die Rückkehr in den Profifußball gelang 1993, da schon in eine eigenständige tschechische zweite Liga. Dort konnte sich die Mannschaft ohne nennenswerten Erfolg bis 2000 halten, dann folgte der Abstieg in die drittklassige MSFL. 1997 hatte der Verein mit dem langjährigen Stadtrivalen Slezan Frýdek-Místek fusioniert.
2003 stellte der Stahl- und Eisenproduzent Válcovny plechu, Teil des ArcelorMittal-Konzerns, die Unterstützung des Vereins ein, der sich in FK Frýdek-Místek umbenannte, aber ohne zahlungskräftigen Sponsor wirtschaftlich am Ende, und sportlich mit dem Fall in die Viertklassigkeit 2004 am Tiefpunkt war. Der als OHG neu gegründete Verein Fotbal Frýdek-Místek übernahm die Lizenz des FK Frýdek-Místek, der Wiederaufstieg in die dritte Liga gelang 2006.
In der Saison 2012/13 gelang dem zwischenzeitlich in MFK Frýdek-Místek umbenannten Klub der Aufstieg in die 2. Liga. In der Spielzeit 2013/14 belegte der Aufsteiger Rang vierzehn.
In der ewigen Tabelle der 1. Tschechoslowakischen Liga belegt Fotbal Frýdek-Místek den 48. Rang von insgesamt 64 Mannschaften.

## Ligazugehörigkeit Tschechien
|         | 93/94 | 94/95 | 95/96 | 96/97 | 97/98 | 98/99 | 99/00 | 00/01 | 01/02 | 02/03 | 03/04 | 04/05 | 05/06 | 06/07 | 07/08 | 08/09 | 09/10 | 10/11 | 11/12 | 12/13 | 13/14 | 14/15 |
| ------- | ----- | ----- | ----- | ----- | ----- | ----- | ----- | ----- | ----- | ----- | ----- | ----- | ----- | ----- | ----- | ----- | ----- | ----- | ----- | ----- | ----- | ----- |
| 1. Liga |       |       |       |       |       |       |       |       |       |       |       |       |       |       |       |       |       |       |       |       |       |       |
| 2. Liga | 6.    | 10.   | 10.   | 11.   | 8.    | 9.    | 16.   |       |       |       |       |       |       |       |       |       |       |       |       |       | 14.   |       |
| 3. Liga |       |       |       |       |       |       |       | 12.   | 14.   | 4.    | 15.   |       |       | 4.    | 5.    | 6.    | 4.    | 3.    | 2.    | 2.    |       |       |
| 4. Liga |       |       |       |       |       |       |       |       |       |       |       | 9.    | 2.    |       |       |       |       |       |       |       |       |       |

## Ligazugehörigkeit Tschechoslowakei
|         | 71/72 | 72/73 | 73/74 | 74/75 | 75/76 | 76/77 | 77/78 | 78/79 | 79/80 | 80/81 | 81/82 | 82/83 | 83/84 | 84/85 | 85/86 | 86/87 | 87/88 | 88/89 | 89/90 | 90/91 | 91/92 | 92/93 |
| ------- | ----- | ----- | ----- | ----- | ----- | ----- | ----- | ----- | ----- | ----- | ----- | ----- | ----- | ----- | ----- | ----- | ----- | ----- | ----- | ----- | ----- | ----- |
| 1. Liga |       |       |       |       |       | 15.   |       |       |       |       |       |       |       |       |       |       |       |       |       |       |       |       |
| 2. Liga |       |       |       |       | 1.    |       | 1.    | 1.    | 7.    | 6.    | 9.    | 10.   | 6.    | 13.   | 13.   | 4.    | 3.    | 9.    | 16.   |       |       |       |
| 3. Liga |       |       | 5.    | 1.    |       |       |       |       |       |       |       |       |       |       |       |       |       |       |       | 14.   | 2.    | 1.    |
| 4. Liga |       | 1.    |       |       |       |       |       |       |       |       |       |       |       |       |       |       |       |       |       |       |       |       |
| 5. Liga | 1.    |       |       |       |       |       |       |       |       |       |       |       |       |       |       |       |       |       |       |       |       |       |

### Statistik
- 1. Tschechoslowakische Liga 1976/77:

| Liga            | Platz     | Spiele | Siege | Remis | Niederlagen | Tore  | Punkte |
| 1. Liga 1976/77 | 15. Platz | 30     | 8     | 7     | 15          | 35:48 | 23     |

## Trainer
- Radoslav Látal (2007–2008)
- Oldřich Machala (2009–2011)

## Spieler
- Marek Čech
- Alois Grussmann
- Jiří Kaufman
- Ivan Kopecký
- Lukáš Kubáň
- Radim Kučera
- Petr Ruman
- Petr Stýskala, spielte in der Jugend für den Verein
- Václav Svěrkoš, spielte in seiner Jugend für den Verein (1990 bis 1998)
- Karel Večeřa
- Jan Žemlík

## Vereinsnamen
- 1921 Karlovohutní fotbalový klub
- 1929 SK Karlova Huť
- 1948 Sokol Karlova Huť
- 1949 ZJS Železárny Stalingrad Frýdek-Místek
- 1953 TJ Baník Frýdek-Místek
- 1961 TJ Železárny Frýdek-Místek
- 1964 TJ Spartak Frýdek-Místek
- 1966 TJ Válcovny plechu Frýdek-Místek
- 1991 FK Válcovny plechu Frýdek-Místek
- 2003 FK Frýdek-Místek
- 2004 Fotbal Frýdek-Místek
- 2011 MFK Frýdek-Místek